# Elecciones generales de Fiyi de 2022
Las elecciones generales de Fiyi de 2022 se llevaron a cabo el 14 de diciembre de 2022 para elegir a los 55 miembros del Parlamento.  Las elecciones tuvieron lugar tras la aprobación de controvertidas enmiendas electorales.

## Antecedentes
Las elecciones generales de 2018 dieron como resultado que el partido FijiFirst, dirigido por el actual primer ministro Frank Bainimarama, perdiera cinco escaños pero retuviera su mayoría parlamentaria y permaneciera en el cargo como gobierno mayoritario. El Partido Liberal Socialdemócrata (SODELPA), que obtuvo seis escaños, continuó en la oposición mientras que el Partido Federación Nacional mantuvo sus tres escaños.
El 30 de octubre de 2022, el primer ministro Frank Bainimarama anunció que las elecciones se llevarán a cabo el 14 de diciembre de 2022, cuando visitó al presidente Wiliame Katonivere. También aconsejó al presidente disolver el parlamento. Posteriormente, el presidente emitió el decreto de elección a la Comisión Electoral de conformidad con la sección 59(1) de la constitución.

## Sistema electoral
Los miembros del Parlamento de Fiyi son elegidos de una circunscripción nacional única por representación proporcional de lista abierta con un umbral electoral del 5%. Los escaños se asignan mediante el método d'Hondt.
Los partidos políticos registrados de conformidad con la Ley de Partidos Políticos de 2013 pueden nominar candidatos para participar en las elecciones generales. El número total de candidatos de los partidos no debe ser mayor que el número total de escaños en el Parlamento. Los candidatos independientes también pueden participar en las elecciones generales.
El Parlamento de Fiji tendrá cuatro escaños adicionales en las elecciones generales de 2022. El presidente de la Comisión Electoral de Fiji, Suresh Chandra, dijo que el aumento de escaños de 51 a 55 estaba de acuerdo con la sección 54 de la Constitución.

## Campaña
El 17 de marzo de 2022, la Comisión Electoral anunció que el período de campaña comenzaría el 26 de abril de 2022 y concluiría dos días antes de la jornada electoral.
Un total de 342 candidatos de nueve partidos políticos y dos candidatos independientes competirán en las elecciones generales. 56 del total de candidatos son mujeres.
Además de una economía en apuros, los temas importantes de la campaña incluyeron la deuda nacional, las tensiones étnicas y la lucha contra la pobreza. 

## Resultados
De los nueve partidos que disputaron las elecciones, cuatro superaron el umbral del 5% necesario para ingresar al parlamento, pero ningún partido obtuvo la mayoría. FijiFirst ganó por mayoría simple, asegurando 26 escaños. La recién formada Alianza Popular  obtuvo 21 escaños, mientras que su socio de coalición, el Partido de la Federación Nacional (NFP), ganó cinco. El Partido Liberal Socialdemócrata (SODELPA), que ocupó el segundo lugar en las elecciones de 2018, retuvo tres escaños.
|                           |                                           |         |       |       |         |             |  |  |  |
| Partido                   | Partido                                   | Votos   | %     | +/-   | Escaños | +/-         |  |  |  |
|                           | FijiFirst (FF)                            | 200 246 | 42,55 | 7,47  | 26      | 1           |  |  |  |
|                           | Alianza Popular (PA)                      | 168 581 | 35,82 | Nuevo | 21      | 21          |  |  |  |
|                           | Partido de la Federación Nacional (NFP)   | 41 830  | 8,89  | 1,51  | 5       | 2           |  |  |  |
|                           | Partido Liberal Socialdemócrata (SODELPA) | 24 172  | 5,14  | 34,71 | 3       | 18          |  |  |  |
|                           | Partido Unidad de Fiyi (UFP)              | 13 100  | 2,78  | 1,26  | 0       | Sin cambios |  |  |  |
|                           | Partido Laborista de Fiyi (FLP)           | 12 704  | 2,70  | 2,08  | 0       | Sin cambios |  |  |  |
|                           | Partido Unimos Fiyi (WUF)                 | 6070    | 1,29  | Nuevo | 0       | Sin cambios |  |  |  |
|                           | Partido de Todos los Pueblos (APP)        | 2638    | 0,56  | Nuevo | 0       | Sin cambios |  |  |  |
|                           | Partido de la Nueva Generación (NGP)      | 964     | 0,20  | Nuevo | 0       | Sin cambios |  |  |  |
|                           | Candidatos independientes                 | 279     | 0,06  | Nuevo | 0       | Sin cambios |  |  |  |
|                           |                                           |         |       |       |         |             |  |  |  |
| Votos válidos             | Votos válidos                             | 470 584 | 99,30 |       |         |             |  |  |  |
| Votos nulos y blancos     | Votos nulos y blancos                     | 3326    | 0,70  |       |         |             |  |  |  |
| Total                     | Total                                     | 473 910 | 100   | –     | 55      | 4           |  |  |  |
| Abstención                | Abstención                                | 220 005 | 31,75 |       |         |             |  |  |  |
| Inscritos / participación | Inscritos / participación                 | 693 915 | 68,25 |       |         |             |  |  |  |

## Formación de gobierno
Las negociaciones para formar un gobierno comenzaron después de las elecciones, con FijiFirst y la coalición Alianza Popular-NFP buscando ganarse al hacedor de reyes SODELPA. Después de varios días, el 20 de diciembre, la junta directiva de SODELPA votó para formar un gobierno de coalición con Alianza Popular y NFP, poniendo fin al mandato de ocho años del gobierno de FijiFirst y al mandato de 16 años de Bainimarama como primer ministro. El partido gobernante FijiFirst se negó a conceder la elección y, en cambio, anunció que esperaría hasta que los parlamentarios eligieran al nuevo primer ministro durante la primera sesión del parlamento. La sesión, prevista para el 21 de diciembre, se retrasó porque el presidente no hizo ningún anuncio público.
El presidente Wiliame Katonivere convocó la primera sesión parlamentaria para la mañana del 24 de diciembre. Naiqama Lalabalavu fue elegido y confirmado como presidente del parlamento con 28 votos de los 55 emitidos. Sitiveni Rabuka fue elegido y confirmado como Primer Ministro por el parlamento el mismo día, obteniendo 28 votos de los 55 emitidos, poniendo fin oficialmente al mandato de 16 años de Frank Bainimarama como Primer Ministro y consolidando el gobierno PA-NFP-SODELPA. Bainimarama concedió así la derrota pacíficamente.